# Hocine Benmiloudi
Hocine Benmiloudi (ar. حسین بن میلودی; ur. 31 grudnia 1956 w El Madanii zm. 5 listopada 1981 w Algierze) – algierski piłkarz grający na pozycji napastnika. W swojej karierze rozegrał 5 meczów i strzelił 2 gole w reprezentacji Algierii.

## Kariera klubowa
Całą swoją karierę piłkarską Benmiloudi spędził w klubie CM Belcourt, w którym zadebiutował w 1973 roku i grał do 1981 roku. Dwukrotnie wywalczył z nim wicemistrzostwo Algierii w sezonach 1976/1977 i 1979/1980 oraz zdobył Puchar Algierii w sezonie 1977/1978.

## Kariera reprezentacyjna
W reprezentacji Algierii Benmiloudi zadebiutował w 1980 roku. W tym samym roku powołano go do kadry na Puchar Narodów Afryki 1980. Na tym turnieju zagrał w czterech meczach: grupowych z Ghaną (0:0) i z Gwineą (3:2), w którym strzelił gola, półfinałowym z Egiptem (2:2, k. 4:2), w którym strzelił gola i w finałowym z Nigerią (0:3). Z Algierią wywalczył wicemistrzostwo Afryki. W kadrze narodowej grał tylko w 1980 roku. Wystąpił w niej 5 razy i strzelił 2 gole.

## Śmierć
5 listopada 1981 roku w meczu przeciwko USM Aïn Beïda Benmiloudi zemdlał, upadł na murawę i zmarł. Przyczyną nagłej śmierci było ostre zatrucie pokarmowe